# 世界チームオリンピアード
世界チームオリンピアード（英: World Team Olympiad）は世界ブリッジ連盟が主催するコントラクトブリッジの国際大会である。1960年から2004年まで4年に1度開催され、その後、ワールドマインドスポーツゲームズに引き継がれた。伝統的にオープンチーム戦と女子チーム戦の2種目が開催されていたが、2000年からシニアチーム戦が加わり3種目となった。各国のブリッジ団体は各種目1チームのみエントリーすることができる。